# Зрзе (Ораховац)
Зрзе (старији називи Зрзево, Жирче, алб. Xërxë) насељено је место у Србији у општини Ораховац. Административно припада Косову и Метохији, односно Призренском управном округу. Према попису из 2011. године било је 3.184 становника.

## Географија
Атар насеља се налази на територији катастарске општине Зрзе површине 1010 ha. Село се простире поред пута и железничке пруге Метохија—Призрен, недалеко од леве обале Белог Дрима. Налази се југозападно од Ораховца, и удаљено је од њега око 10 километара. Северно се уздиже благи брежуљак, а северозападно у страни брежуљка се налази заселак Орловић, а у њему око 35 кућа. Поред засеока се налази српско гробље. Зрзе је насеље збијеног типа.

## Историја
Село се први пут помиње у Дечанској повељи 1330. године. Том повељом су житељи Зерзева били одређени да чувају и пазе манастир Дечане. У 14. веку у селу је постојала црква Светог Прокопија. У њеној близини налази се старо српско гробље.
Зрзе 1979. године има основну школу, где се настава похађа на албанском и српском језику, железнички станицу и месну канцеларију, као и силос и фабрику пластичних маса које су умногоме измениле изглед села.
У насељу је 2. октобра 2011. убијен Србин Александар Путник (51) из Велике Хоче, а његов син Добрица Путник (23) је тешко рањен. Убиство је почињено пиштољским и пушчаним хицима у леђа, док су Александар и Добрица излазили из ресторана у овом насељу. У Грачаници је поводом овог догађаја 4. октобра 2011. одржан протест више стотина Срба.

## Демографија
Према попису из 1981. године место је било већински насељено Албанцима. Након рата 1999. године малобројни Срби и Црногорци напуштају Зрзе.
Упоредни преглед етничког састава становништва 1961, 1981. и 2011. године
| Етнички састав према попису из 1961.‍ | Етнички састав према попису из 1961.‍ | Етнички састав према попису из 1961.‍ | Етнички састав према попису из 1961.‍ | Етнички састав према попису из 1961.‍ |
| ------------------------------------ | ------------------------------------ | ------------------------------------ | ------------------------------------ | ------------------------------------ |
|                                      |                                      |                                      |                                      |                                      |
| Албанци                              | Албанци                              |                                      | 713                                  | 78,9%                                |
| Црногорци                            | Црногорци                            |                                      | 153                                  | 16,9%                                |
| Срби                                 | Срби                                 |                                      | 20                                   | 2,2%                                 |
| Муслимани                            | Муслимани                            |                                      | 9                                    | 0,9%                                 |
| Укупно: 904                          |                                      |                                      |                                      |                                      |

| Етнички састав према попису из 1981.‍ | Етнички састав према попису из 1981.‍ | Етнички састав према попису из 1981.‍ | Етнички састав према попису из 1981.‍ | Етнички састав према попису из 1981.‍ |
| ------------------------------------ | ------------------------------------ | ------------------------------------ | ------------------------------------ | ------------------------------------ |
|                                      |                                      |                                      |                                      |                                      |
| Албанци                              | Албанци                              |                                      | 1.865                                | 89,9%                                |
| Црногорци                            | Црногорци                            |                                      | 31                                   | 1,6%                                 |
| Муслимани                            | Муслимани                            |                                      | 30                                   | 1,5%                                 |
| Срби                                 | Срби                                 |                                      | 17                                   | 0,9%                                 |
| Роми                                 | Роми                                 |                                      | 16                                   | 0,8%                                 |
| Укупно: 1.959                        |                                      |                                      |                                      |                                      |

| Етнички састав према попису из 2011.‍ | Етнички састав према попису из 2011.‍ | Етнички састав према попису из 2011.‍ | Етнички састав према попису из 2011.‍ | Етнички састав према попису из 2011.‍ |
| ------------------------------------ | ------------------------------------ | ------------------------------------ | ------------------------------------ | ------------------------------------ |
|                                      |                                      |                                      |                                      |                                      |
| Албанци                              | Албанци                              |                                      | 3.080                                | 96,7%                                |
| Египћани                             | Египћани                             |                                      | 72                                   | 2,3%                                 |
| Ашкалије                             | Ашкалије                             |                                      | 17                                   | 0,5%                                 |
| Укупно: 3.184                        |                                      |                                      |                                      |                                      |

Број становника на пописима:
|             | \| Демографија[6] \| Демографија[6] \| Демографија[6] \| \| Година \| Становника \| Становника \| \| -------------- \| -------------- \| -------------- \| \| 1948. \| 618 \| \| \| 1953. \| 693 \| \| \| 1961. \| 904 \| \| \| 1971. \| 1.251 \| \| \| 1981. \| 1.959 \| \| \| 1991. \| 2.805 \| \| |            |
| Демографија | |            |
| Година      | Становника | Становника |
| 1948.       | 618 |            |
| 1953.       | 693 |            |
| 1961.       | 904 |            |
| 1971.       | 1.251 |            |
| 1981.       | 1.959 |            |
| 1991.       | 2.805 |            |

### Порекло становништва
Заједно са засеоком, Зрзе је 1979. године имало око 250 кућа, од којих девет српских а остале су албанске. Од девет српских кућа, шест су се доселиле послом. Из суседних села доселило се пет кућа, две из Геџе 1972. године, једна из Чифлика 1963. године, једна из Зочишта 1968. године, и једна из Ратковца 1975. године. После Другог светског рата из села се иселило 19 српских кућа.
Српски родови:
- Јарић, једна кућа. Доселили су се из села Пестова код Вучитрна 1963. године, а у Пестово из Дрвара 1922. године. Славе Никољдан, мала слава Свети Никола летњи.
- Кркотић, једна кућа. Доселили су се из суседног села Чифлик 1963. године, а у Чифлик из Враке 1934. године. У Враку су им преци дошли пре 300 година из Бера код Подгорице. Славе Никољдан, мала слава Свети Никола летњи.[7]
- Крстић, једна кућа. Доселили су се из Зочишта 1968. године. Славе Никољдан, мала слава Свети Никола летњи.
- Мартиновић, две куће. Доселили су се из Геџе 1972. године, а у Геџу 1934. године из Старог Борича код Скадра. Славе Никољдан, мала слава Свети Никола летњи.
- Мирановић, једна кућа. Доселили су се из суседног Ратковца 1975. године, а у Ратковац из Доњих Кокота код Подгорице 1934. године. Славе Никољдан, мала слава Свети Никола летњи.
- Радоњић, једна кућа. Доселили су се из Комана код Даниловграда 1936. године. Чувају предање да су потомци Немањића. Драгутинов унук прешао је из Бањице на Косову у Чево код Никшића. У Чеву су се презивали Бездановић, где су пре 600 година узели ново презиме. Славе Аранђеловдан.
- Станковић, једна кућа. Доселили су се из Џепа код Владичиног Хана 1934. године. Славе Аранђеловдан.
- Филиповић, једна кућа. Доселили су се из Малог Ђурђевика код Клине 1969. године, а ту из Живкова код Лесковца 1932. године. Славе Аранђеловдан.[8]